# Таможенный мост

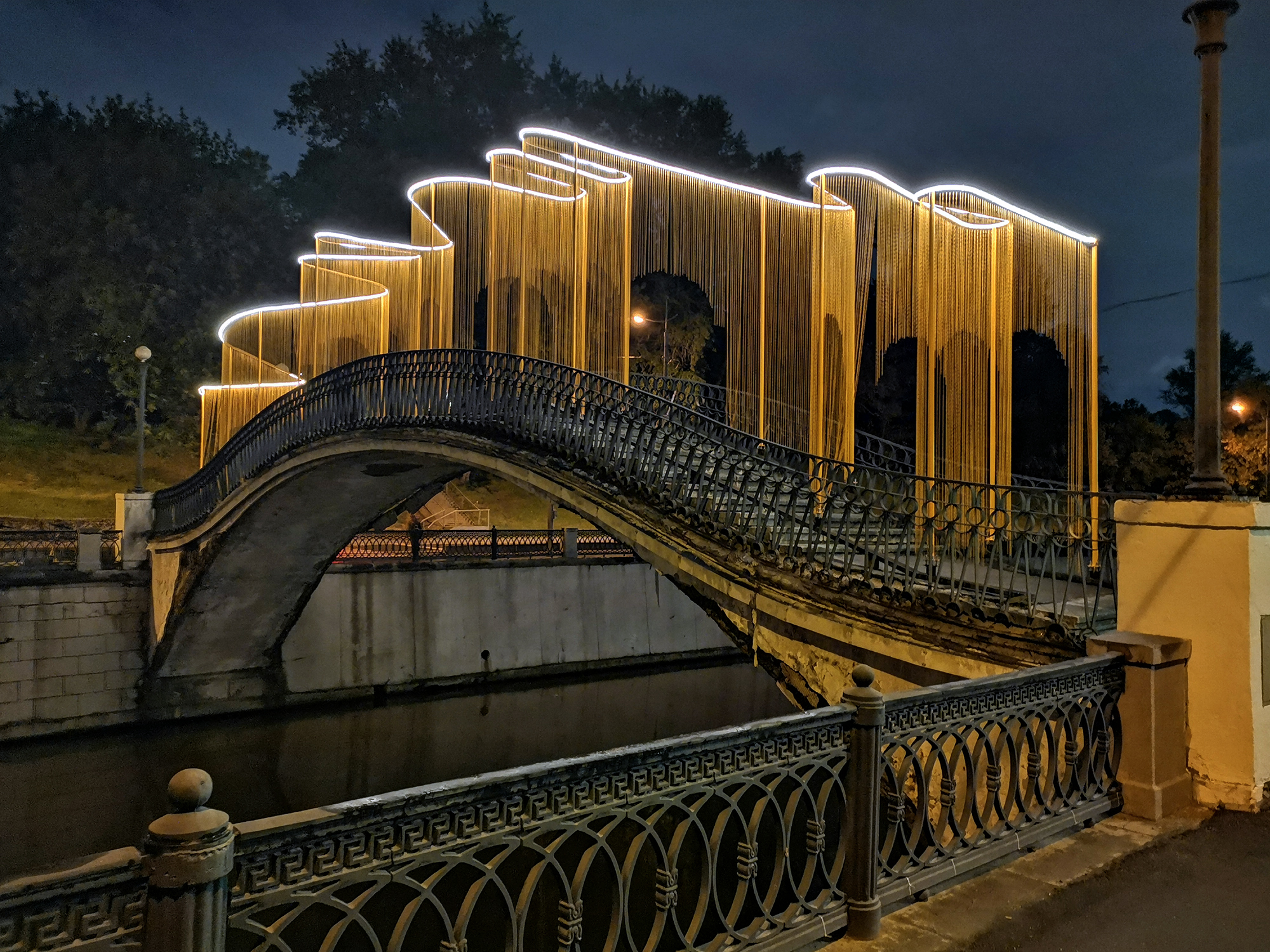
Декор моста в рамках фестиваля Артмоссфера в 2023 году

Тамо́женный мост — пешеходный арочный железобетонный мост в Москве через реку Яузу. Построен в нынешнем виде в 1939 году вместо существовавшего одноименного деревянного моста. Соединяет Золоторожскую и Сыромятническую набережные. Толщина бетонного свода моста после начала эксплуатации составляла 25 сантиметров. Ступени были выложены серебристо-серым украинским гранитом.
К лету 2014 году была смонтирована декоративная подсветка моста в рамках городской программы по декоративному освещению 22 мостов в Москве.
Осенью 2023 года был начат ремонт моста компанией Гормост.

## Происхождение названия
Мост назван по Таможенному проезду. Построен в 1939 году по проекту архитекторов Ю. С. Гребенщикова, К. Т. Топуридзе и инженера В. А. Пащенко.

## В культуре

### В кинематографе
- 1982 — Покровские ворота
- 1989 — Следствие ведут ЗнаТоКи. Мафия
- 2018 — Бывшие

### В искусстве
Летом 2023 года в рамках биеннале уличного искусства Артмоссфера на мосту была смонтирована артинсталляция "Прямая кривая" архитектора Филиппа Киценко.

## Соседние мосты через Яузу
- выше по течению реки — Салтыковский мост
- ниже по течению реки — Андроников виадук

## Примечания

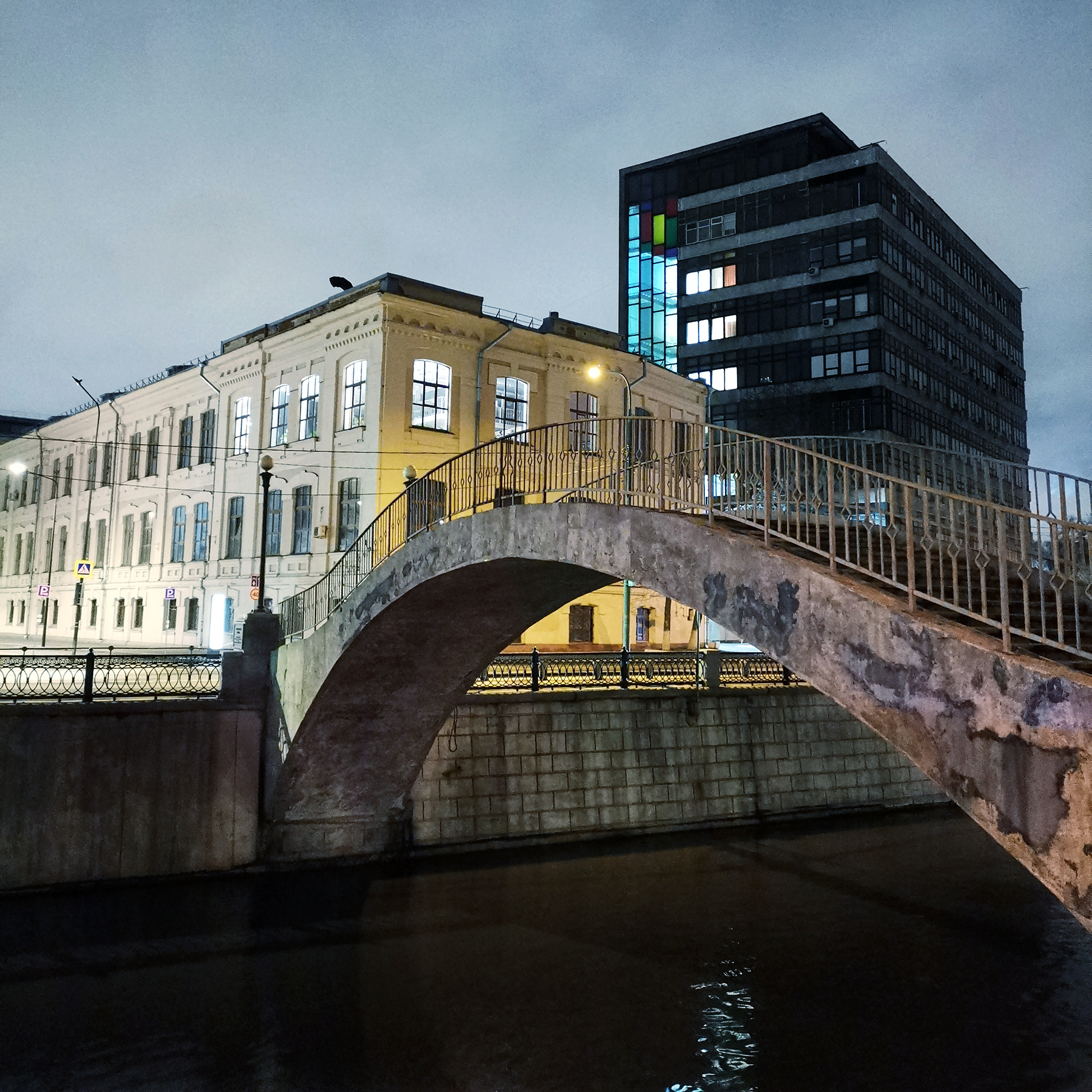
Таможенный мост в апреле 2024 года после реставрации